# Лінвуд (Канзас)
Лінвуд (англ. Linwood) — місто (англ. city) в США, в окрузі Лівенворт штату Канзас. Населення — 415 осіб (2020).

## Географія
Лінвуд розташований за координатами 39°0′9″ пн. ш. 95°2′9″ зх. д. / 39.00250° пн. ш. 95.03583° зх. д. (39.002474, -95.035813).  За даними Бюро перепису населення США в 2010 році місто мало площу 1,90 км², з яких 1,85 км² — суходіл та 0,05 км² — водойми. В 2017 році площа становила 1,61 км², з яких 1,54 км² — суходіл та 0,06 км² — водойми.

## Демографія
Згідно з переписом 2010 року, у місті мешкало 375 осіб у 139 домогосподарствах у складі 92 родин. Густота населення становила 198 осіб/км².  Було 149 помешкань (79/км²).
Расовий склад населення:
| - 92,5 % — білих - 0,3 % — корінних американців - 0,3 % — азіатів - 4,0 % — осіб інших рас |

До двох чи більше рас належало 2,9 %. Частка іспаномовних становила 6,9 % від усіх жителів.
За віковим діапазоном населення розподілялося таким чином: 27,2 % — особи молодші 18 років, 64,8 % — особи у віці 18—64 років, 8,0 % — особи у віці 65 років та старші. Медіана віку мешканця становила 31,8 року. На 100 осіб жіночої статі у місті припадало 114,3 чоловіків;  на 100 жінок у віці від 18 років та старших — 118,4 чоловіків також старших 18 років.
Середній дохід на одне домашнє господарство  становив 53 932 долари США (медіана — 47 083), а середній дохід на одну сім'ю — 58 417 доларів (медіана — 65 417). Медіана доходів становила 55 625 доларів для чоловіків та 34 167 доларів для жінок. За межею бідності перебувало 16,7 % осіб, у тому числі 27,0 % дітей у віці до 18 років та 17,6 % осіб у віці 65 років та старших.
Цивільне працевлаштоване населення становило 194 особи. Основні галузі зайнятості: роздрібна торгівля — 17,0 %, виробництво — 15,5 %, освіта, охорона здоров'я та соціальна допомога — 15,5 %.